# Protonemura aestiva
Protonemura aestiva är en bäcksländeart som beskrevs av Kis 1965. Protonemura aestiva ingår i släktet Protonemura och familjen kryssbäcksländor. Inga underarter finns listade i Catalogue of Life.